# 恩宠圣母堂 (莱切)
恩宠圣母堂（Chiesa di Santa Maria della Grazia）是意大利南部普利亚大区城市莱切的一座罗马天主教教堂，巴洛克建筑，位于莱切市中心的圣奥伦佐广场，莱切古罗马圆形剧场前。
在发现一幅十四世纪的圣母壁画之后，于1585年-1590年兴建了这座教堂。

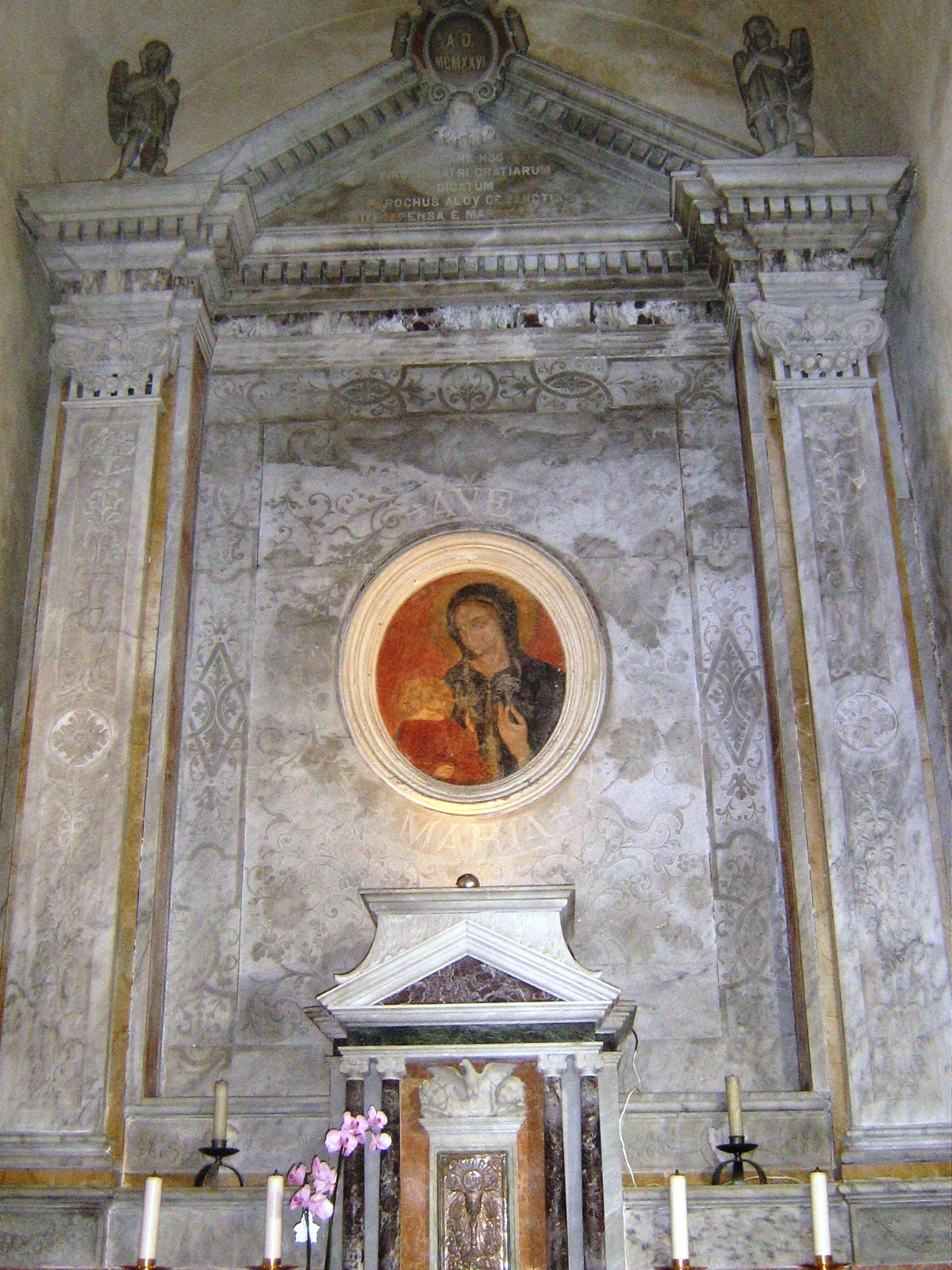
十四世纪的圣母象